# Escalhão
Escalhão é uma povoação portuguesa, sede da freguesia de Escalhão do município de Figueira de Castelo Rodrigo, freguesia com 78,81 km² de área e 566 habitantes (censo de 2021; densidade: 7,2 hab./km²)

## História
Escalhão foi vila e sede de concelho até ao início do século XIX com foral dado por D. João IV em 1650. Era constituído por uma freguesia e tinha, em 1801, 1808 habitantes.
Durante a Guerra da Restauração, o povo de Escalhão aguentou diversos dias dentro da sua igreja matriz, cercada pelos espanhóis, terminando em janeiro, um orgulho dos demais, a atirar um sino a um dos oficiais do exército espanhol que controlava aquela ofensiva. Ainda hoje se pode ler um texto referente a este episódio ao lado do dito monumento.
Foi durante essa guerra que, a 29 de fevereiro de 1648, D. João IV concedia a Escalhão o título de “Honra”.

## Demografia
| Distribuição da População por Grupos Etários | Distribuição da População por Grupos Etários | Distribuição da População por Grupos Etários | Distribuição da População por Grupos Etários | Distribuição da População por Grupos Etários |
| -------------------------------------------- | -------------------------------------------- | -------------------------------------------- | -------------------------------------------- | -------------------------------------------- |
| Ano                                          | 0-14 Anos                                    | 15-24 Anos                                   | 25-64 Anos                                   | > 65 Anos                                    |
| 2001                                         | 112                                          | 99                                           | 379                                          | 341                                          |
| 2011                                         | 69                                           | 73                                           | 343                                          | 285                                          |
| 2021                                         | 29                                           | 38                                           | 260                                          | 239                                          |

## Património
Ponte romana
Sobre a Ribeira de Aguiar, terá sido construída no período de ocupação Romana, restaurada no século XIV.
A estrutura é construída em alvenaria de cantaria de pedra granítica, suportada por dois arcos desiguais, ligeiramente quebrados. O tabuleiro pavimentado com lajes de pedra é ligeiramente rampeado.
A ponte foi também importante para a região de Trás-os-Montes durante a Idade Média, pois constituía uma importante passagem para os peregrinos que rumavam a Santiago de Compostela.
Igreja Matriz de Escalhão ou Igreja de Nossa Senhora dos Anjos

## Cultura
- Museu de Artes e Ofícios Francisco Távora - Casa da Freguesia de Escalhão

## Tradições
- Em Agosto: Festa de Nossa Senhora dos Anjos.
- No Natal: Missa do Galo, a fogueira no Adro da Igreja, as Janeiras.
- Na Páscoa: os Passos, a Verónica e o Compasso pela aldeia.